# トクトコ
トクトコは、かつて吉本興業に所属していたお笑いコンビ。1992年4月コンビ結成。翌年5月にデビュー。当初のコンビ名は漢字表記の「徳富床並」。しばらくしてカタカナ表記の「トクトミトコナミ」に改名した後、元々から略してトクトコと通称されていたが、2006年頃に正式名称が「トクトコ」となった。2009年9月、解散。

## メンバー
- 徳富啓太（とくとみ けいた、1973年7月14日 - ）

コンビ解散、ピン芸人への転身をきっかけに「デジタルケイタ」に改名。
大阪府寝屋川市出身。B型。身長182 cm。体重73 kg。
芸人活動の傍ら、ショットバーの店主もしている。
- 床並ヒトシ（とこなみ ひとし、1973年10月8日 - ）

大阪府寝屋川市出身。A型。NSC（吉本総合芸能学院）11期生。
本名は床並和（読みは同じ）。

## 概要
- ボケの徳富とツッコミの床並による正統派漫才コンビ。
- 二人は高校時代の同級生ではあるが、徳富は高校2年の時に中退。床並の高校卒業を待ち二人で大阪NSCの願書を出す。
- 大阪NSC（吉本総合芸能学院）11期生の同期には、中川家、ハリガネロック、ケンドーコバヤシ、陣内智則、村越周司、ハリウッドザコシショウ、堂土貴（ルート33）、たいぞう、高僧・野々村、みのなが、細川博一（現・チャンバラJr.）、プリン姫（元・新庄かおり）、殿村政明（一級河川大和川）、丸尾啓範（ザ・リックサック）、たむらけんじらがいる。
- 素人名人会で名人賞を獲得した経験がある。
- フルCGによる漫才を企画し、M-1グランプリ初のCG作品による特別出場を果たした。審査の対象外ではあったが2回戦まで進んだ。このCG作品はデジタルハリウッド卒業生らが制作したもので、作品はデジタルコンテンツグランプリの「新しい才能の部 優秀賞」に見事輝いた（この賞は制作者に対して送られたものである）。
- 2009年9月、解散。徳富啓太は「デジタルケイタ」に改名して、日本初のGeek芸人(IT芸人・デジタル芸人)としてピン芸人の道を歩むことになる。
- 床並ヒトシは、吉本公式のラフブロにあったブログ更新を停止しており、芸人活動を廃業したと見られるが、親交の深い芸人による公演のフライヤーのデザインなどは続けており、業界からは完全に離れず活動を続けている。

## 受賞歴
- 1994年2月 平成5年度 第24回 NHK上方漫才コンテスト 優秀賞
- 関西テレビ爆笑BOOING V5チャンピオン